# Гражданский процесс
Гражда́нский проце́сс (гражда́нское судопроизво́дство) — урегулированная нормами гражданского процессуального права деятельность суда, лиц, участвующих в деле, и других участников судебного производства, связанная с рассмотрением и разрешением по существу гражданских дел, а также деятельность органов принудительного исполнения судебных актов, принятых в результате такого рассмотрения и разрешения.
В Российской Федерации в порядке гражданского судопроизводства гражданские дела рассматриваются в судах общей юрисдикции в соответствии с нормами Гражданского процессуального права.

## Принципы гражданского судопроизводства
- принцип осуществления правосудия только судом;
- принцип сочетания единоличного и коллегиального начал в рассмотрении и разрешении гражданских дел;
- принцип независимости судей и их подчинения только закону;
- принцип законности;
- принцип осуществления правосудия на началах равенства перед законом и судом, а также принцип равноправия;
- принцип гласности судебного разбирательства;
- принцип национального языка судопроизводства;
- принцип доступности судебной власти и оказания бесплатной юридической помощи для отдельных категорий населения;
- принцип диспозитивности;
- принцип состязательности;
- принцип судебной или юридической истины;
- принцип формального процессуального равенства сторон;
- принцип устности судебного разбирательства;
- принцип непосредственности исследования доказательств;
- принцип непрерывности судебного разбирательства (упразднён Федеральным законом от 29.07.2017 N 260-ФЗ);
- принцип применения аналогии закона или права;
- принцип правовой определенности;
- принцип разумного срока гражданского судопроизводства.

Следующие латинские фразы выражают содержание состязательных начал в гражданском процессе (которые были выработаны ещё в римском праве):
- Nemo iudex sine actore. Нет суда без истца, т.е. разбирательство по делу прекращается в тот момент, когда истец перестает об этом ходатайствовать.
- Audiatur et altera pars. Да выслушают и противную сторону. Каждая сторона имеет равное право говорить и слушать в судебном заседании.
- Ne procedat iudex ex officio. Судья не должен выходить за пределы своих обязанностей. Потому он не вправе собирать доказательства по своей инициативе и привлекать других лиц к участию в процессе.
- Quod non est in actis, non est in mundo. Чего нет в деле, того нет и на свете. Все факты должны фиксироваться в документах.
- Iudex ne eat ultra petita partium. Суд не должен выходить за пределы требований сторон.
- Iura novit curia. Суд законы знает, т.е. суду лучше знать, какие законы следует применить по результатам рассмотрения заявленного спора независимо от факта наличия или отсутствия ссылки на эти законы самих сторон.
- Sententa ferri debet secundum allegata et probata, non secundum conscientiam. Решение должно быть постановлено по представленным и доказанным обстоятельствам, а не по убеждению совести. [1].

## Стадии гражданского процесса
Действующие ГПК РФ и АПК РФ (как и действовавшие до них кодексы) не раскрывают понятия стадии процесса. В кодексах термин «стадия» употребляется (ч. 1 ст. 44 ГПК РФ, ч. 1 ст. 48, ч. 5 ст. 52, ч. 1 ст. 70, ч. 3 ст. 83, ч. 2 ст. 90, ч. 1 ст. 139 АПК РФ), но это не позволяет однозначно установить, что же является стадией гражданского процесса.
При этом и в научной среде нет единства во мнении о том, какие группы процессуальных действий следует именовать стадиями судопроизводства.
Вопрос о стадиях процесса исследовался уже в дореволюционной науке: Так, например, К.И. Малышев отмечал, что «в движении процесса вообще можно различить следующие главные моменты:
1. начало процесса, или установление процессуального отношения,
2. исследование дела в процессе,
3. окончание процесса, в особенности решением дела,
4. исполнение
5. обжалование судебных постановлений»[2].

Аналогичное мнение высказывал В.А. Краснокутский.
А.Х. Гольмстен выделял стадии в движении гражданско-процессуального отношения, относя к ним:
а) фактическое и юридическое обоснование требований сторон,
б) констатирование фактов и юридических норм, обосновывающих требования сторон.
Вопрос об определении понятия «стадии» гражданского процесса, а также вопрос о критериях деления гражданского процесса на стадии и об их количестве являлся одним из наиболее спорных в послереволюционной науке. Критерием деления процесса на стадии П.В. Логинов, В.К. Пучинский, В.Ф. Ковин называли цель стадии.
И именно цель стадии легла в основу двух сформировавшихся в науке подходов к определению «стадии» процесса и деления процесса на стадии.
Согласно первой точке зрения, стадией гражданского процесса называется совокупность процессуальных действий, направленных к одной близлежащей цели.
В соответствии с таким подходом к числу стадий гражданского процесса относят:
- Возбуждение гражданского судопроизводства;
- Подготовка дела к судебному разбирательству;
- Судебное разбирательство;
- Производство в суде апелляционной инстанции;
- Производство в суде кассационной инстанции (в соответствии с ч. 1 ст. 376 ГПК РФ в ред. Федерального закона от 09.12.2010 № 353-ФЗ в кассационном порядке обжалуются вступившие в законную силу судебные постановления (в том числе апелляционные определения), за исключением судебных постановлений Верховного Суда Российской Федерации);
- Производство в суде надзорной инстанции;
- Пересмотр по новым и вновь открывшимся обстоятельствам;
- Исполнительное производство.

Сторонники второго подхода утверждали, что стадия процесса – это его определенная часть, объединенная совокупностью процессуальных действий, направленных на достижение самостоятельной (окончательной) цели, соответствующей этапу судопроизводства, в котором спор или жалоба должны быть рассмотрены по существу. Определяющее значение при делении процесса на стадии имеет тот признак, что процесс может быть завершен в любой стадии. В соответствии с этой позицией выделяются следующие стадии гражданского процесса:
- Производство в суде первой инстанции;
- Производство в суде второй (апелляционной) инстанции;
- Производство в суде кассационной инстанции;
- Производство в суде надзорной инстанции;
- Пересмотр по новым и вновь открывшимся обстоятельствам;
- Исполнительное производство.

При этом каждая из стадий включает в себя этапы:
- Возбуждение производства данной стадии;
- Подготовка дела к судебному разбирательству (исполнительному производству);
- Судебное разбирательство (исполнительное производство).

Некоторые ученые не относят к числу стадий гражданского процесса исполнительное производство, полагая, что оно регулируется отдельной отраслью права - исполнительное право или исполнительное процессуальное право. Решение этой во многом методологической проблемы зависит от понимания такой важной категории как правосудие с учетом общепризнанных принципов и норм международного права, а также международных договоров, прежде всего Конвенции о защите прав человека и основных свобод, которая получает официальное толкование в постановлениях и решениях Европейского суда по правам человека. Так, в постановлении Европейского суда от 7 мая 2002 г. "Бурдов против России" содержится правовая позиция о том, что исполнительное производство есть логическое продолжение судебного разбирательства, поскольку при неисполненном судебном решении правосудие теряет свою телеологическую ориентированность. В связи с изложенным проблема стадийности гражданского процесса в настоящее время имеет не столько теоретическое, сколько практическое и законодательное значение, например с точки зрения целесообразности разработки и принятия Исполнительного кодекса Российской Федерации. В юридической литературе указанная проблема решается во многом за счет искусственного и схоластического разделения понятий гражданский процесс и гражданское судопроизводство, что позволяет некоторым авторам подчеркивать: в рамках гражданского судопроизводства стадия исполнения судебного решения отсутствует. Однако в прагматическом смысле такой подход малоэффективен и далек от практических нужд.
Таким образом, стадия гражданского процесса может быть определена как обособленная часть процесса, характеризующаяся самостоятельной целью, задачами и группой процессуальных действий, направленных на достижение целей и задач стадии, а также возможностью завершения процесса в пределах стадии.

### Русская дореволюционная юриспруденция
- Васьковский Е. В. Курс гражданского процесса. — М.: Изд. Бр. Башмаковых, 1913. — Т. 1. Субъекты и объекты процесса, процессуальные отношения и действия. — XI, 691 с.
- Васьковский Е. В. Учебник гражданского процесса. — 2-е изд. — М.: Изд. Бр. Башмаковых, 1917. — 429 с.
- Гамбаров Ю. С. Гражданский процесс: Лекции. — М.: Литография Ф. Л. Шмидекке, 1896. — 311 с.
- Гольмстен А. Х. Учебник русского гражданского судопроизводства. — 5-е изд. — СПб.: Тип. М. Меркушева, 1913. — XIX, 411 с.
- Малышев К. И. Курс гражданского судопроизводства: В 3 томах. — СПб.: Тип. М. М. Стасюлевича.
  - Том первый. — 2-е изд. — 1876. — VIII, 444 с.
  - Том второй. — 1-е изд. — 1875. — 364 с.
  - Том третий. — 1879. — 460 с.
- Нефедьев Е. А. Гражданский процесс. — М.: Типо-лит. В. Рихтер, 1900.
- Энгельман И. Е. Курс русского гражданского судопроизводства. — 3-е изд. — Юрьев: Тип. К. Маттисена, 1912. — XVI, 632 с.
- Яблочков Т. М. Учебник русского гражданского судопроизводства. — 2-е изд. — Ярославль: Книгоизд-во И. К. Гассанова, 1912. — VIII, 326 с.